# Twedter Mark

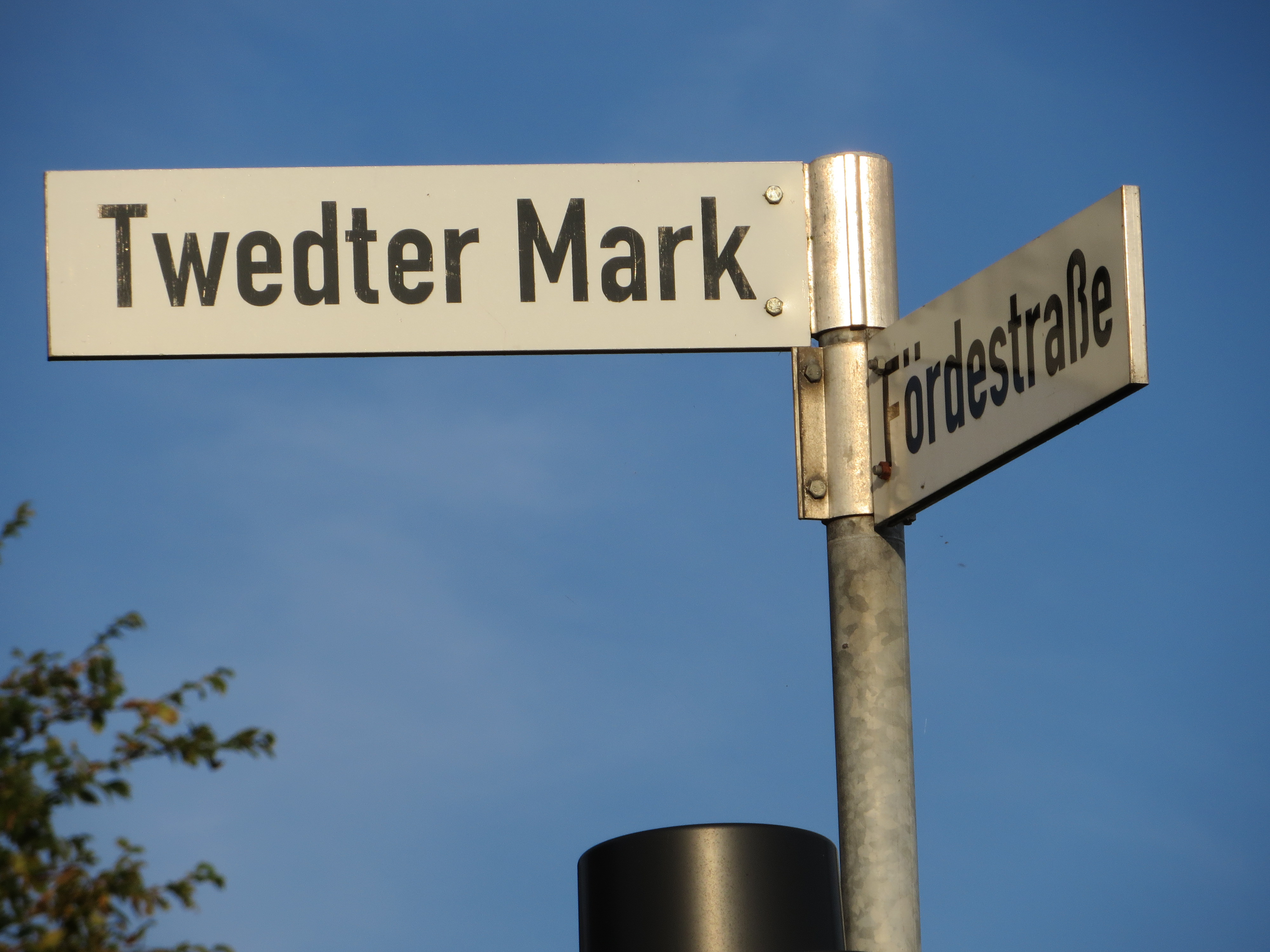
Das Gebiet Twedter Mark beginnt mit der gleichnamigen Straße an der Fördestraße und reicht bis an die Flensburger Förde

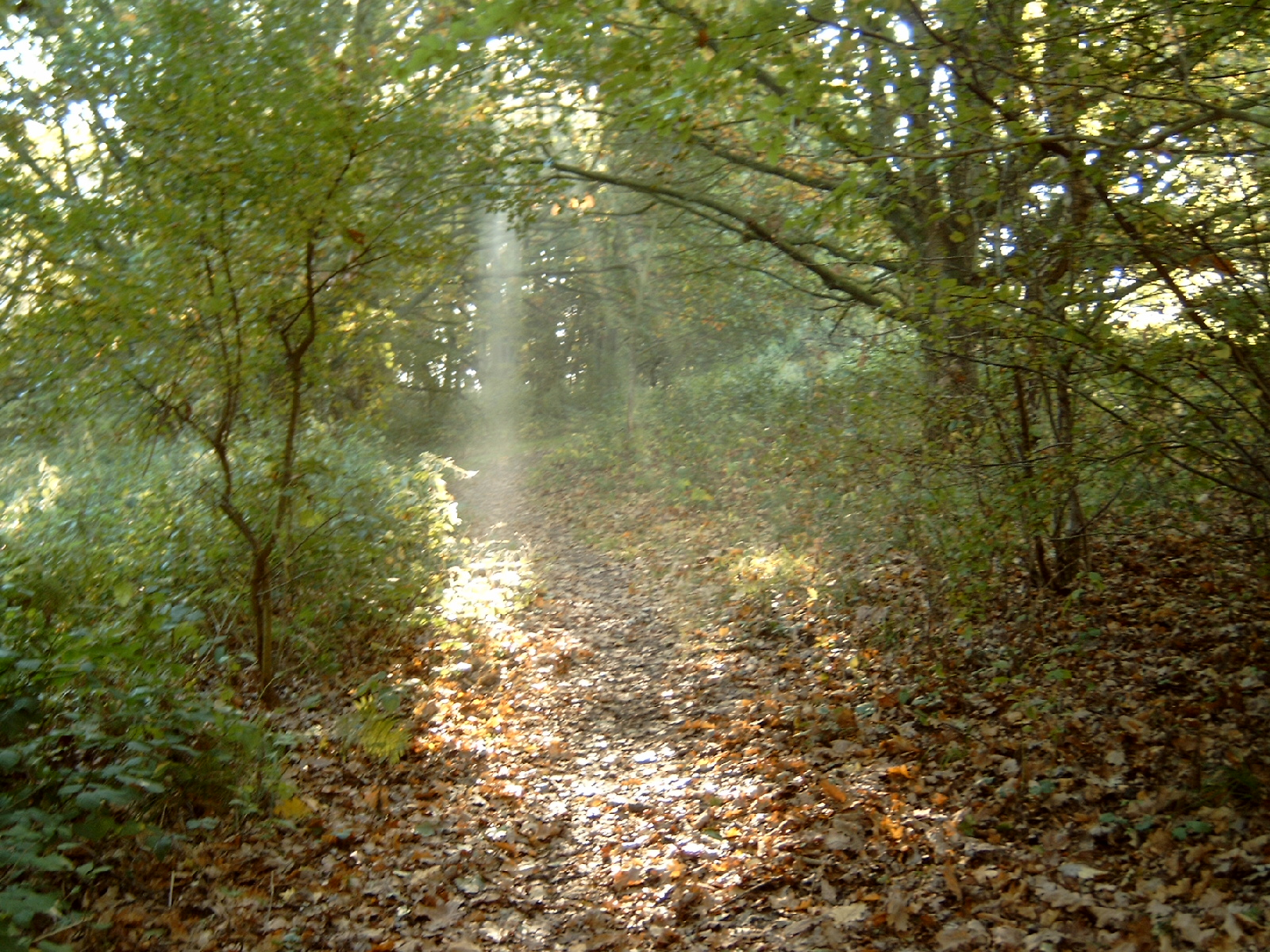
Gehweg durchs Landschaftsschutzgebiet von Twedter Mark (Foto 2002)

Twedter Mark ist der Name eines Gebietes in Flensburgs Stadtteil Mürwik, das nördlich und östlich des Stützpunktes Flensburg-Mürwik bei Twedter Holz liegt und das zum Stadtbezirk Solitüde gehört. Das Gebiet grenzt an Fahrensodde und dient der Naherholung. Im Volksmund ist es auch als Agfa bekannt, nach dem ehemaligen Standort der Firma dort.

## Geschichte
Die Landschaft der Flensburger Förde wurde in der Eiszeit geformt. Die Twedter Mark erweist sich somit als ein erdgeschichtlich bedeutsames Gebiet, das auf einer Moränen-Hochfläche liegt, welche die Förde umgibt. Bei Twedter Mark sollen des Weiteren zwei vorgeschichtliche Siedlungsstellen liegen.
Der Name „Twedter Mark“ verweist auf die Lage bei Twedter Holz wie auch auf Twedt bei Engelsby. Das aus dem germanischen Sprachraum stammende Wort „Mark“ hat die Bedeutung „Feld“ (vgl. auch: Feldmark). Die Bezeichnung „Twedter Feld“ ist schon seit dem Jahr 1587 bezeugt, wurde aber in der Folgezeit zunächst zur Bezeichnung verschiedener Gebiete bei Twedt verwendet. 1797 tauchte erstmals die Bezeichnung „Tvedingmark“ auf. Twedter Feld wird heute durchgehend beim Tremmeruper Wald verortet, Twedter Mark wiederum beim beschriebenen Gebiet an der Förde.
Twedter Mark wurde im 20. Jahrhundert als Teil von Twedter Holz eingemeindet. Seit dem Anfang des Jahrhunderts entstand in mehreren Schritten der angrenzende Stützpunkt. In der Deutschen Kaiserzeit blieb das Gebiet Twedter Mark aber noch unbebaut. Es bestand damals noch durchgehend aus Feldern, die durch Knicks abgegrenzt waren sowie aus wenigen, im Gebiet verteilten, kleinen Hainen. Lediglich direkt am steilen Fördehang befand sich damals offensichtlich schon ein schmaler Baumbewuchs. Seit 1937 gehörte zum Marinestützpunkt auch eine Reitschule bei Twedter Mark. An diese Reitschule erinnert heute nur noch die Straße Am Sattelplatz. In der Zeit des Zweiten Weltkrieges befand sich bei Twedter Mark ein Wehrmachtslager, das Nordlager, später Mützelburglager, genannt wurde. Während der Luftangriffe auf Flensburg kamen Flakgeschütze, von denen auch welche auf den Plateauflächen von Twedter Mark stationiert waren, zum Einsatz. Zum Ende des Krieges gehörte das Gebiet Twedter Mark zum Sonderbereich Mürwik. Nach dem Krieg diente das Mützelburglager als Flüchtlingslager. Am 4. Juli 1957 erhielt eine Straße beim Gebiet Twedter Mark den Namen „Twedter Mark“. An dieser Straße sowie deren anschließenden Straßen entstand im Laufe der Zeit eine Wohnbebauung.
1976 oder früher wurde das Gebiet am Fördehang von Twedter Mark Teil des Landschaftsschutzgebietes am Fördeufer in Mürwik. Ein weiterer Teil des Gebietes beim Fördehang, dass früher landwirtschaftlich genutzt worden war, wurde in den 1970er Jahren als „Landschaftspark“ ausgewiesen.
Ungefähr seit Anfang des neuen Jahrhunderts verwilderten die zwei am Ostufer gelegenen städtischen Parks zusehends, auf Grund eingesparter Pflegemaßnahmen. Betroffen von der Verwilderung war insbesondere der Volkspark, was zu Kritik aus der Bevölkerung führte. Im Jahr 2012 beklagte zudem der städtische Naturschutzbeauftragte Jürgen Uwe Maßheimer die zu geringe Pflege des Landschaftsparks Twedter Mark. 2016 formierte sich ein Bündnis aller Ratsfraktionen, mit Ausnahme der sich enthaltenden CDU, zur Sicherung und Aufwertung dieser Parkanlagen.

## Bereiche und ihre Gestalt

### Der Naturraum

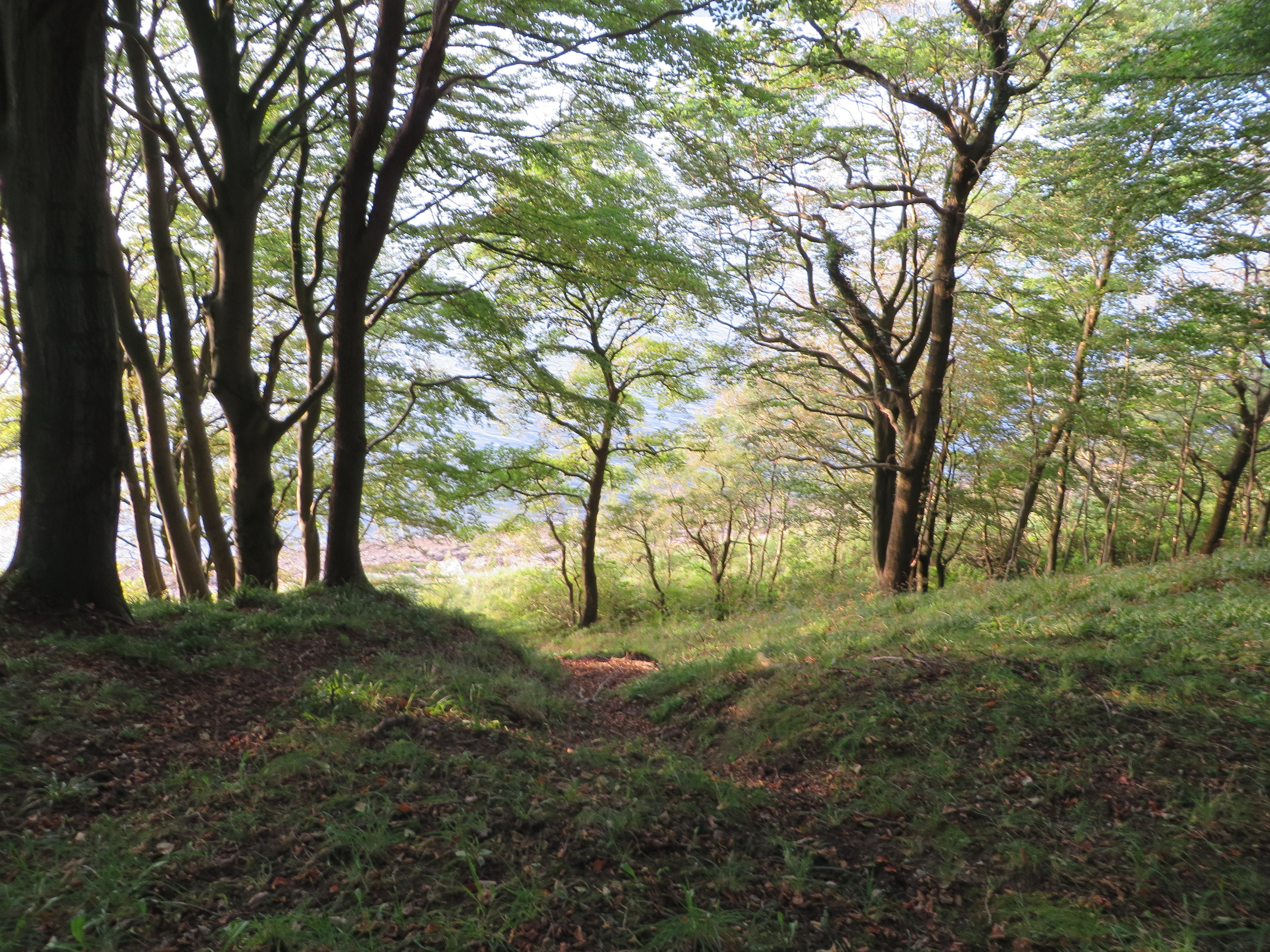
Fördehang oberhalb der Strandkante (2014)

Das „Landschaftsschutzgebiet Twedter Mark“ nimmt eine Fläche von ungefähr 17 Hektar ein. Es besteht hauptsächlich aus einer Waldfläche aus Buchen. Neben diesen sind auch hier und da sogenannte Pioniergehölze, wie beispielsweise Pappeln und Erlen, zu finden. Haine und Knicks grenzen die offenen Bereiche ab, welche ehemals landwirtschaftlichen Nutzungen unterlagen. Dieser Landschaftsparkbereich im Gebiet (Lage) Twedter Mark besteht aus einer Magerwiese. Der besagte Landschaftspark Twedter Mark ist eigentlich kein wirklicher Park im engeren Sinne. Eine gezielte Bepflanzung des Landschaftsparks Twedter Mark hat nie stattgefunden. Die Parkfläche besteht heutzutage vielmehr aus einer wild wachsenden Wiese, von der ab und zu wildwachsende, ungewünschte Bäume entfernt werden, damit die Sichtachse zur Förde mit den zwei Ochseninseln frei bleibt. Twedter Mark dient auf Grund seiner Naturbelassenheit unterschiedlichen Tieren als Lebensraum.

Tiere im Naturraum von Twedter Mark
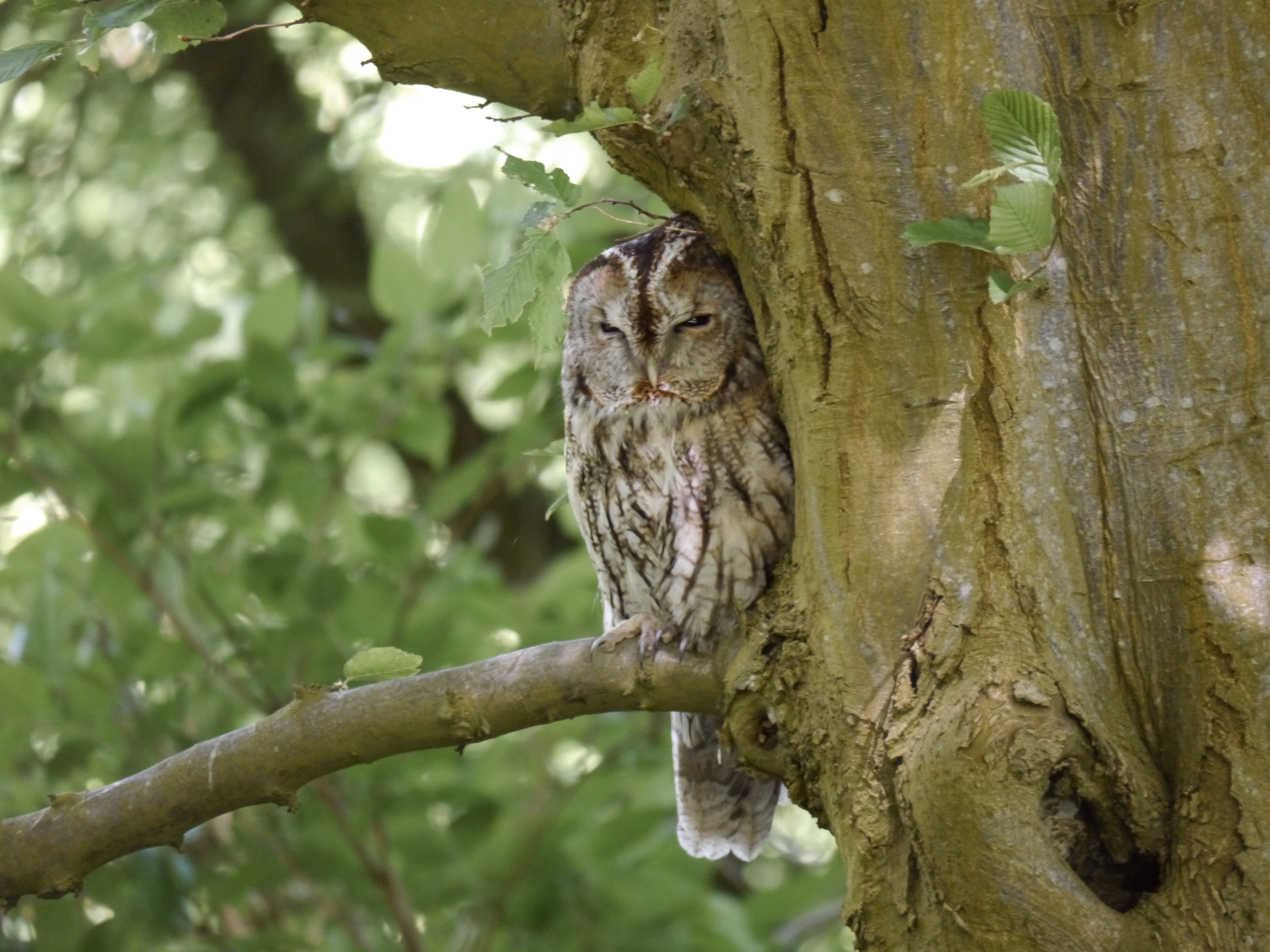
Ein Waldkauz im Baum
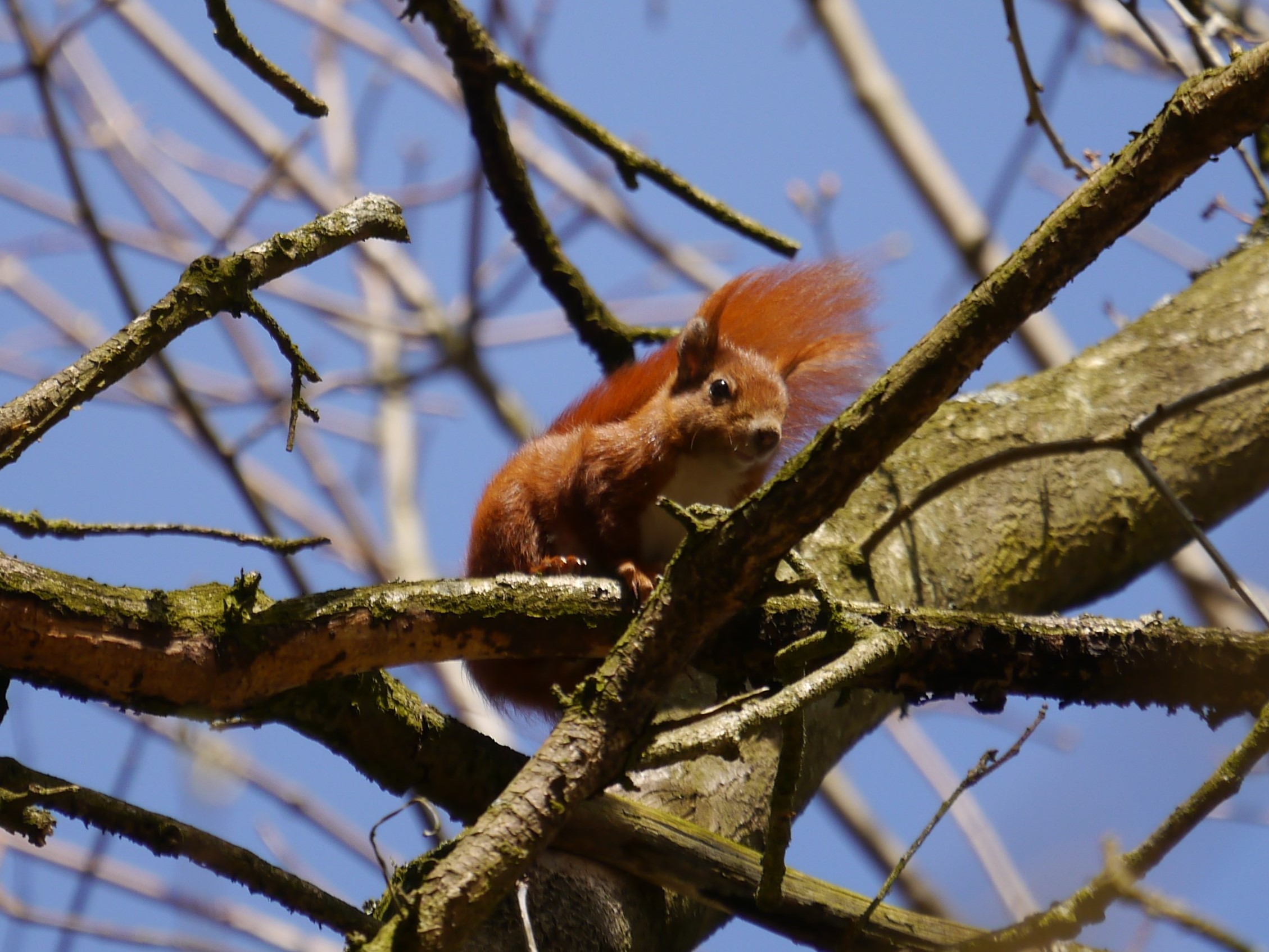
Eichhörnchen-Mutter im windigen Baum
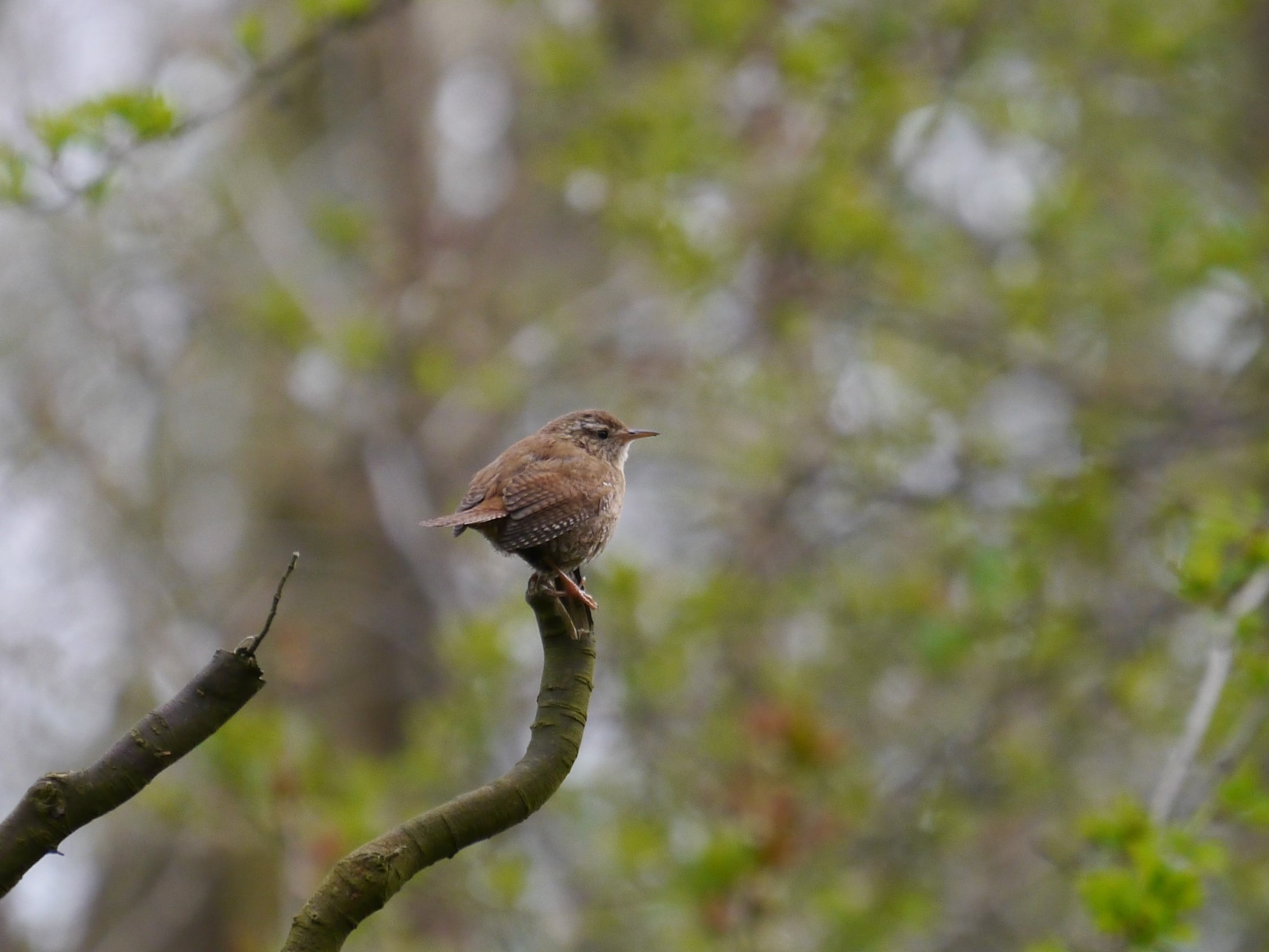
Ein Zaunkönig auf einem Zweig
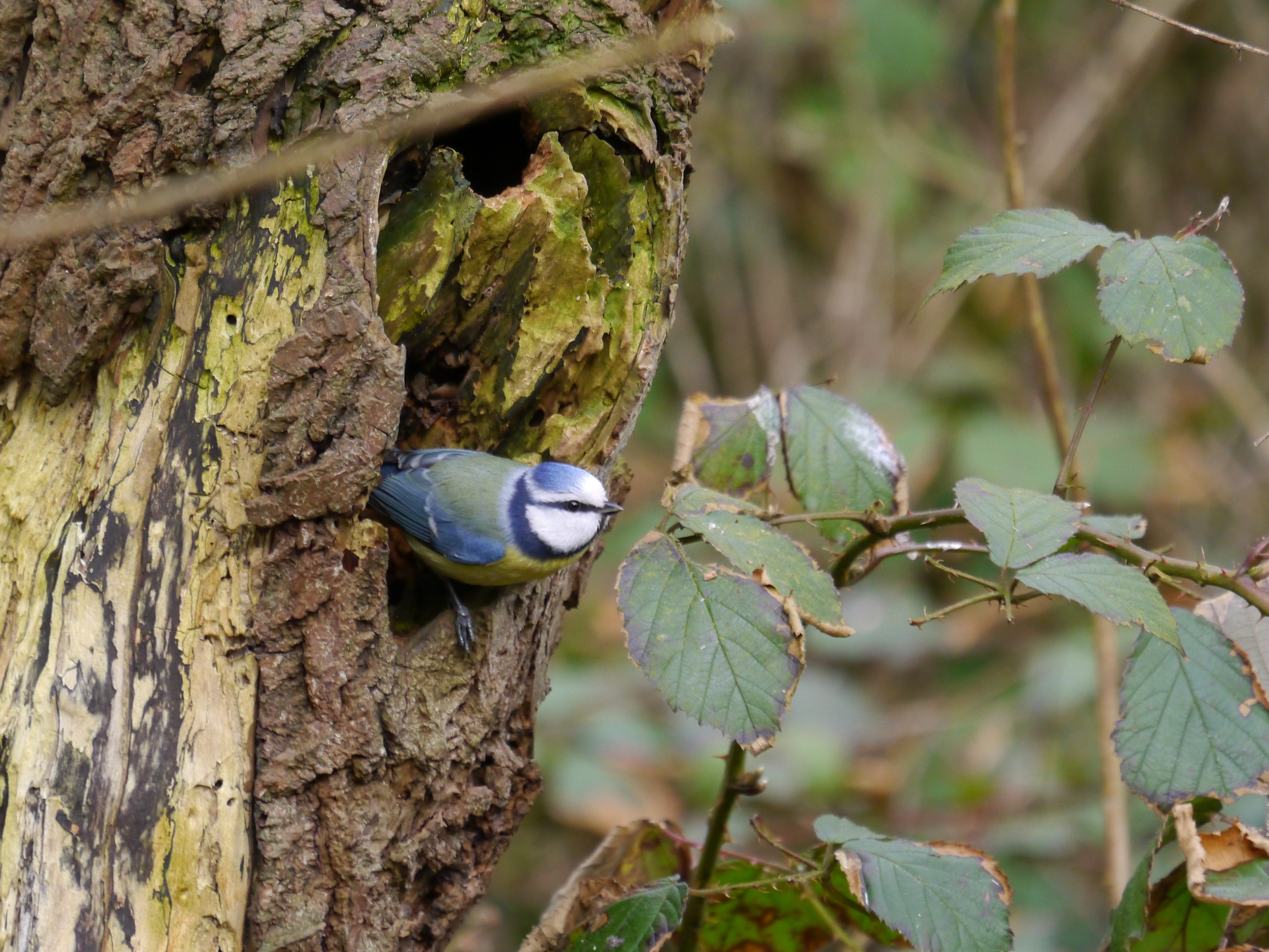
Blaumeise auf Wohnungssuche
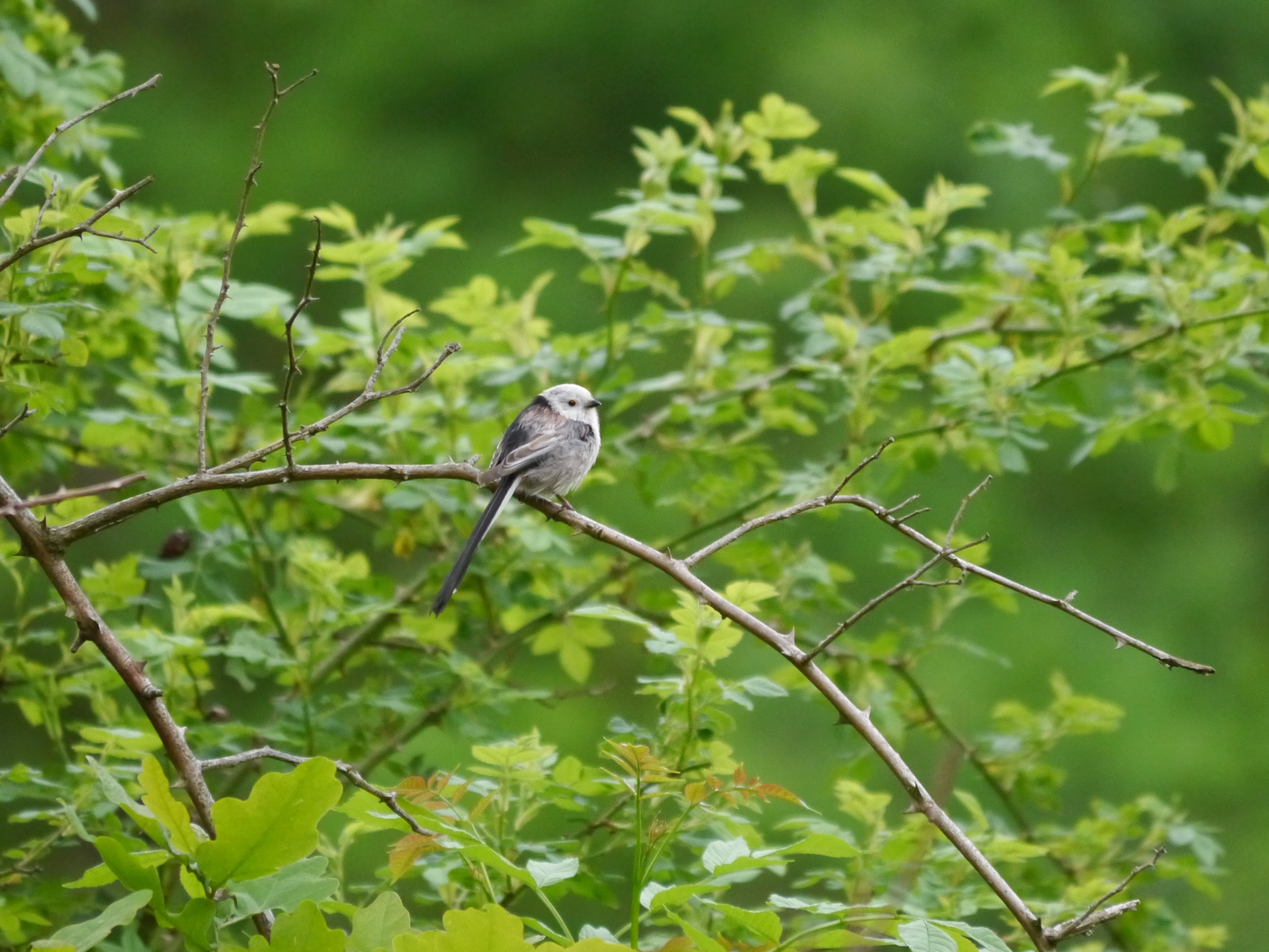
Eine Schwanzmeise
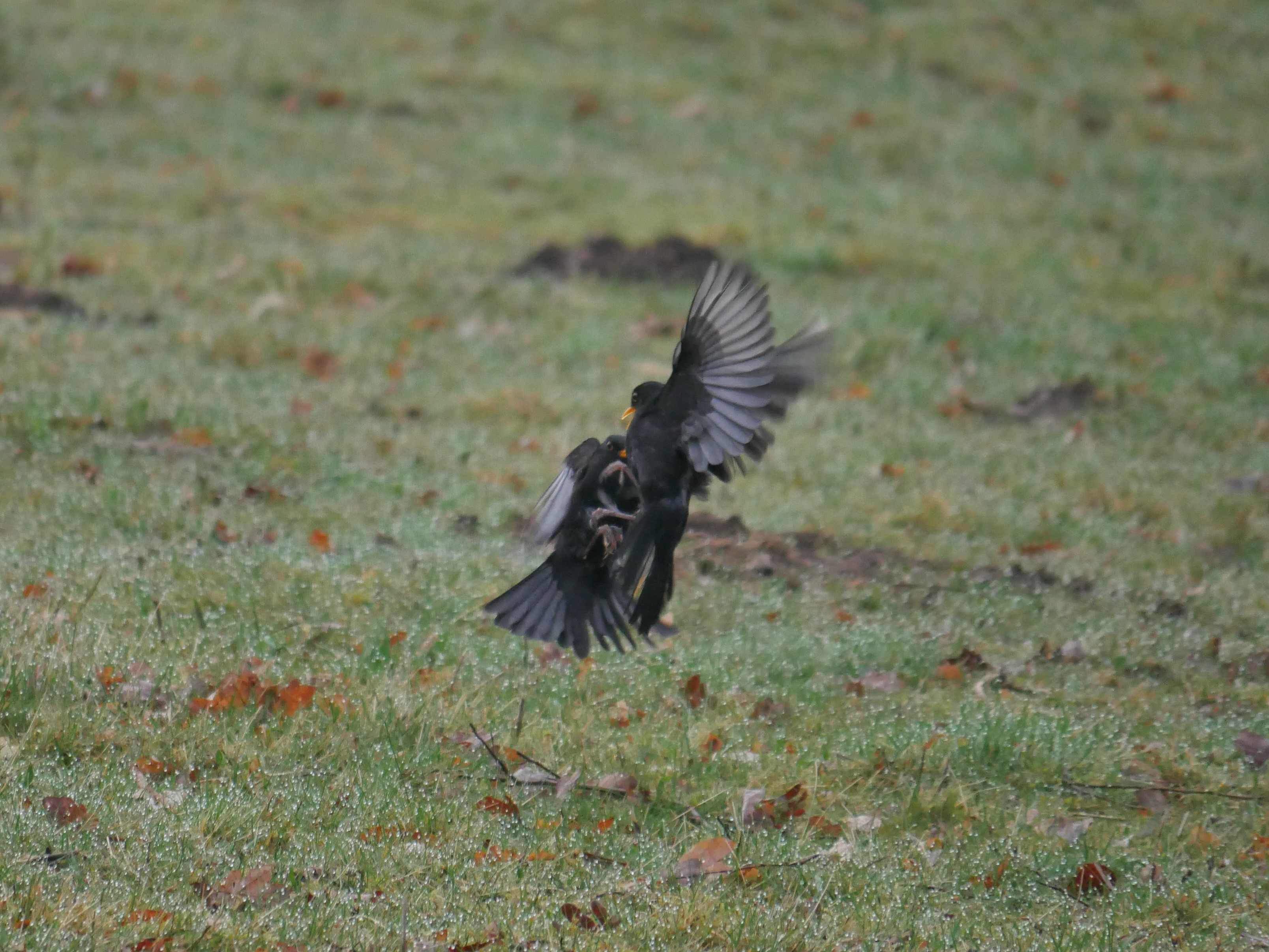
Zwei kämpfende Amseln
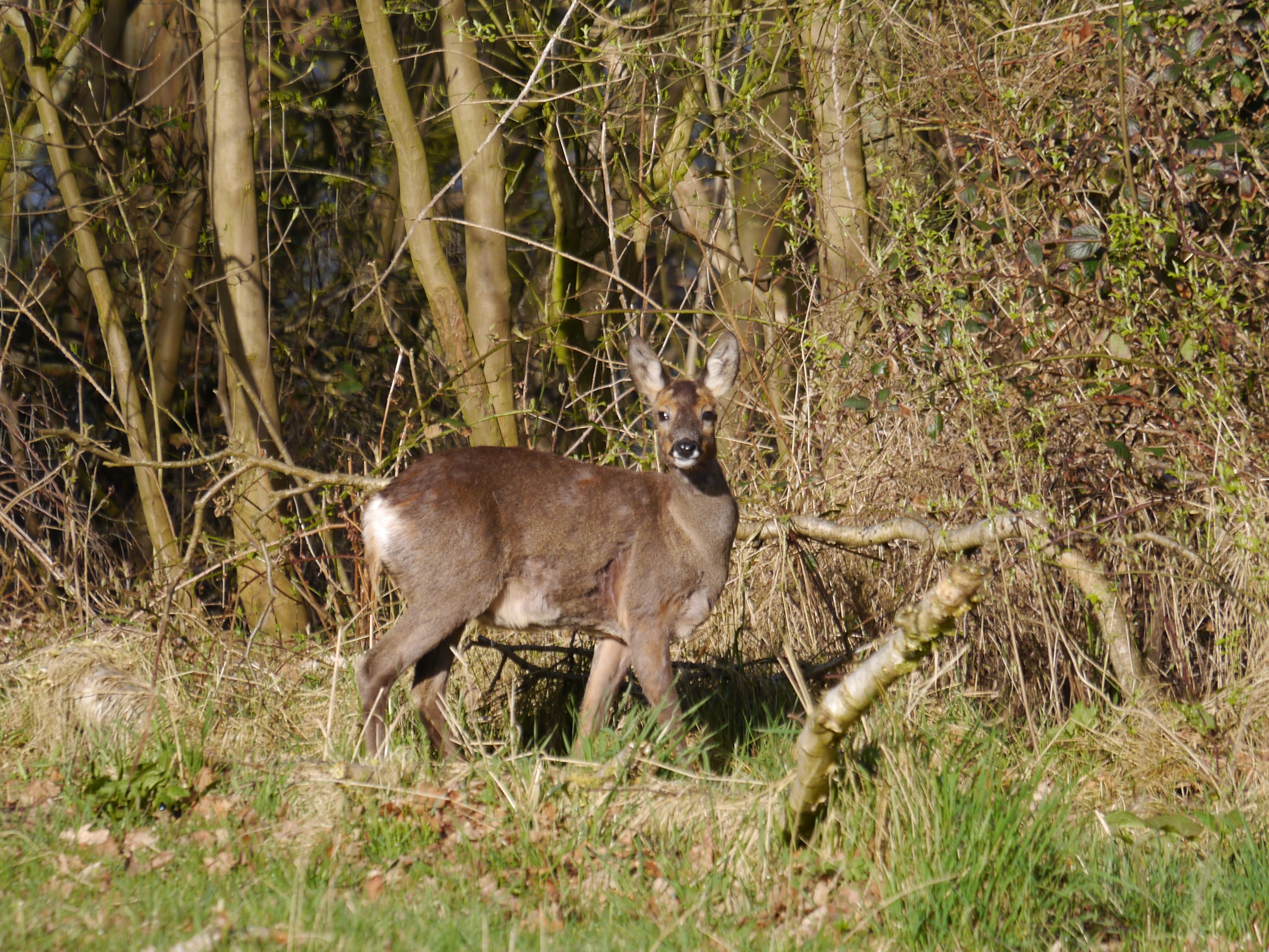
Ein Reh auf einer Lichtung bei Twedter Mark
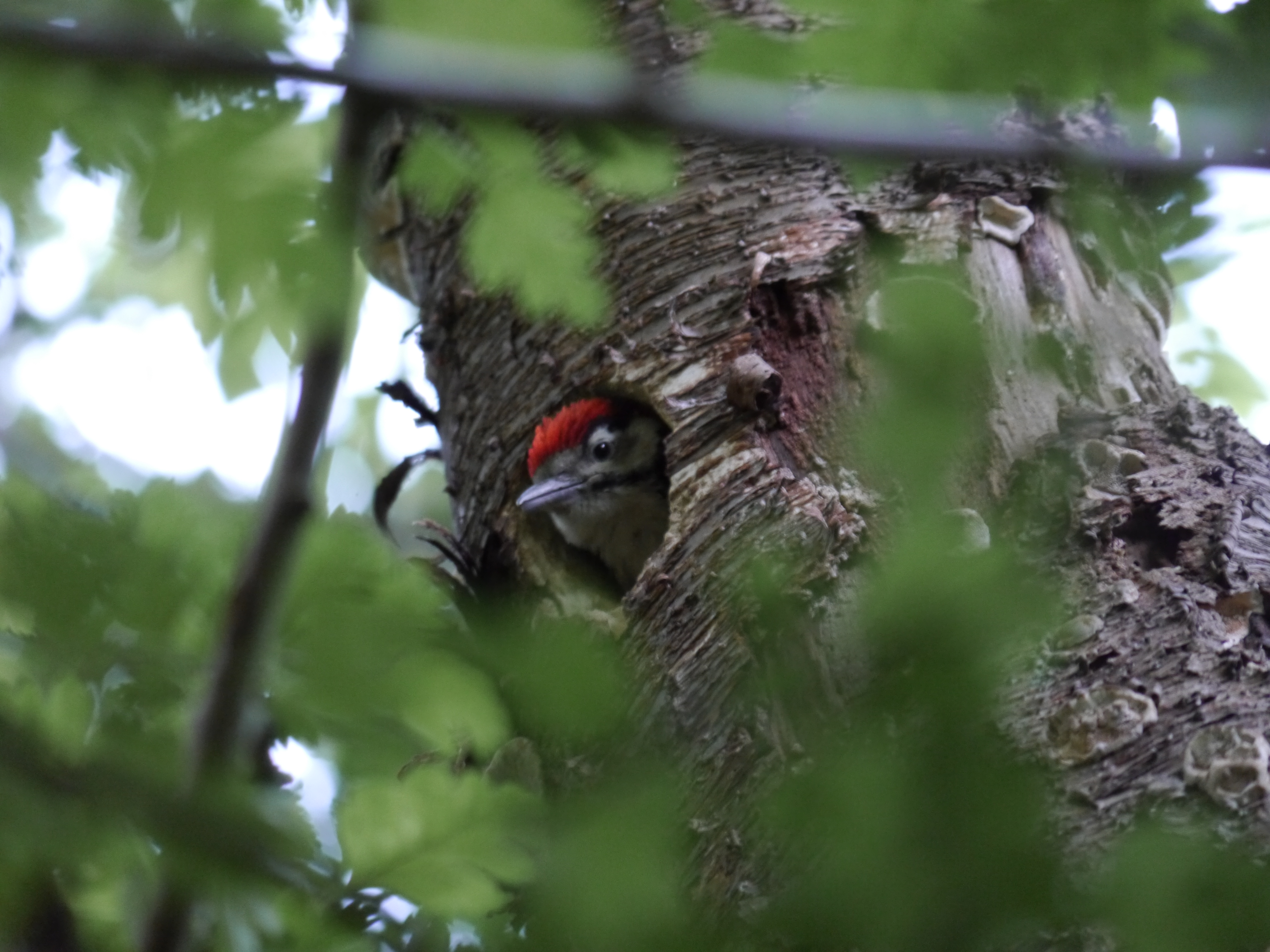
Junger Buntspecht
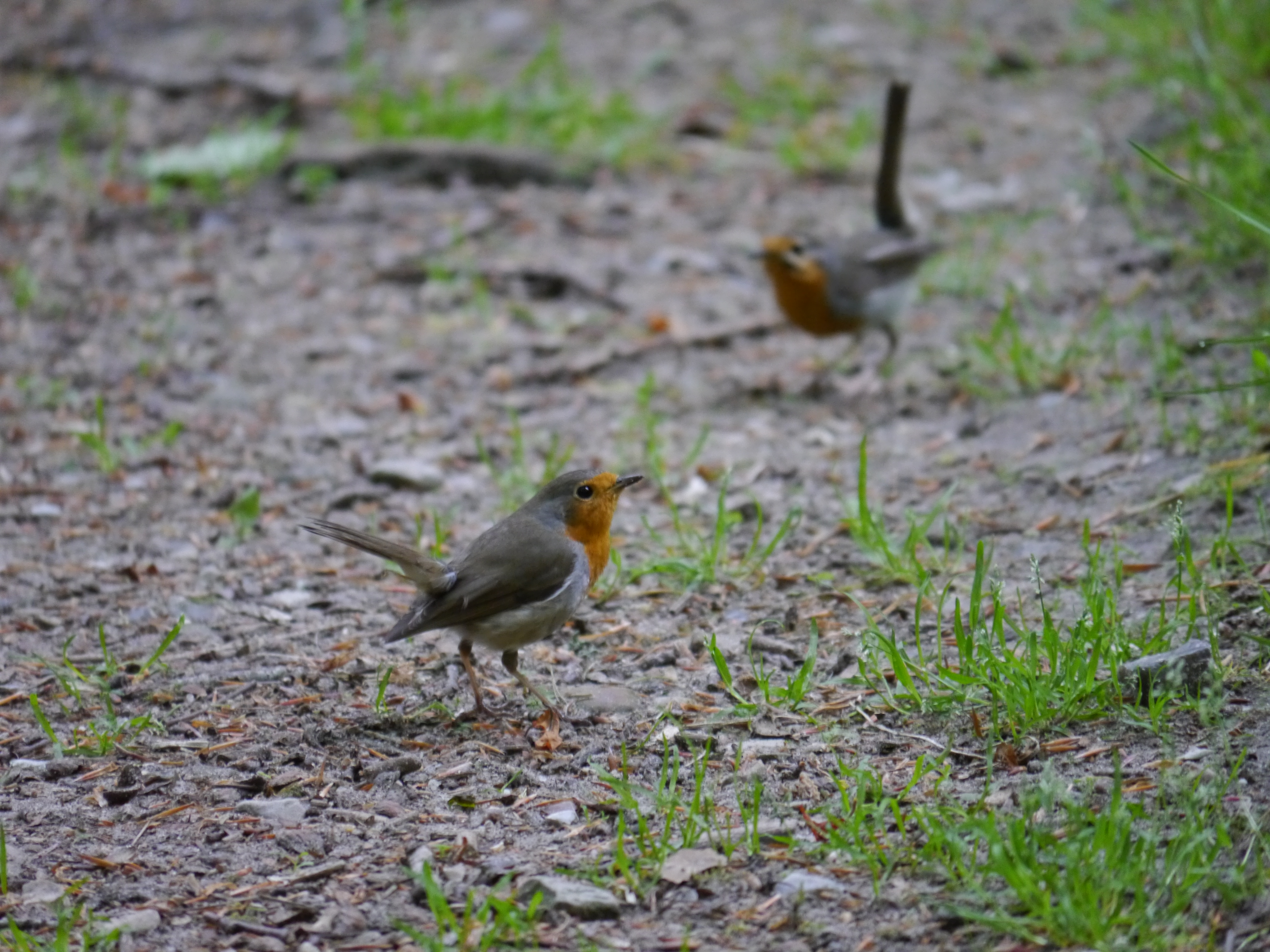
Rotkehlchen
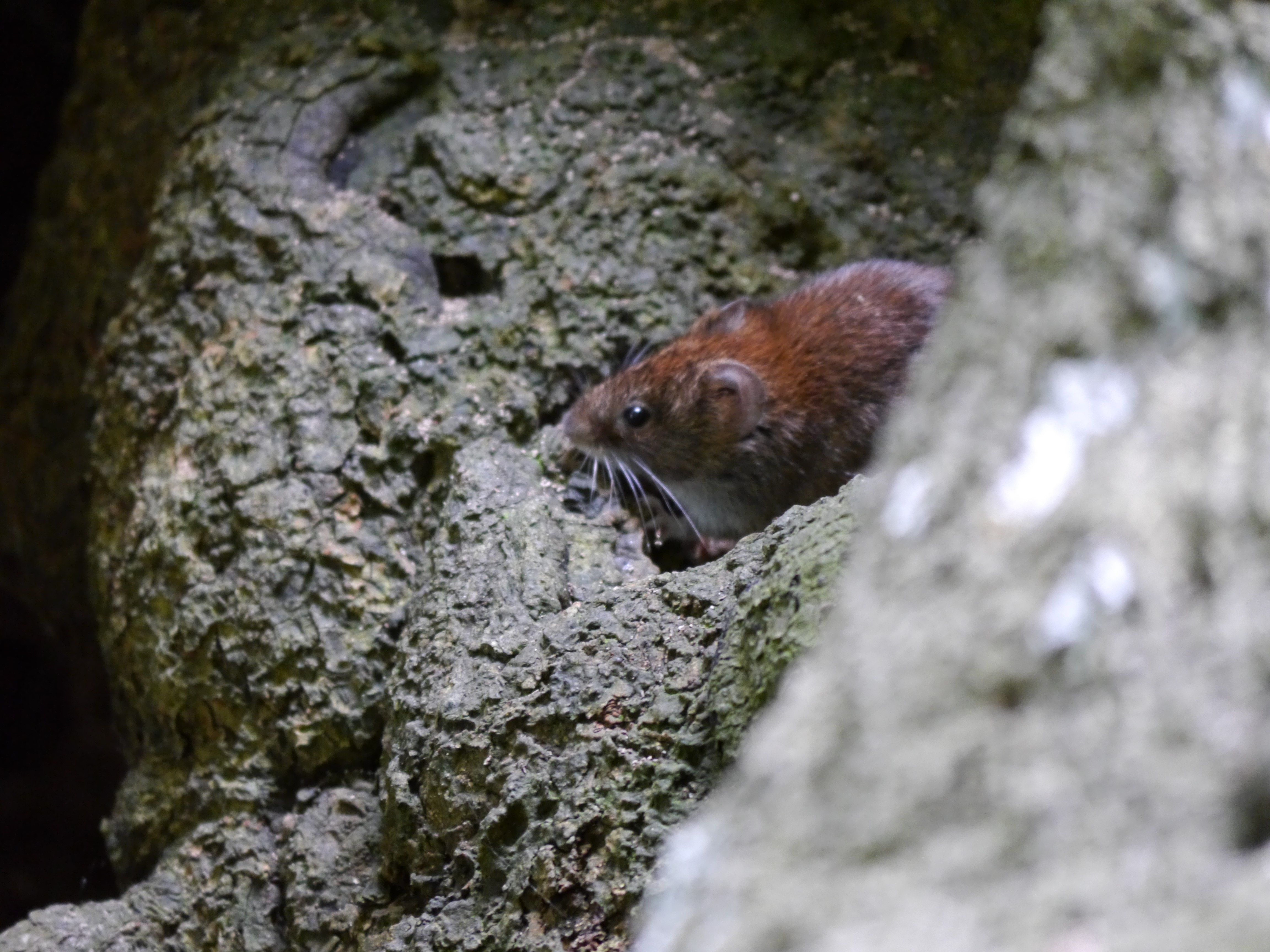
Eine Waldmaus

### Naturstrand
Eine Treppe führt nahe der Wiese des Landschaftsparks Twedter Mark runter an die Förde, wo sich ein Naturstrand befindet. Der dort befindliche Fördehang gilt als inaktiver Steilhang, das bedeutet, dass keine Abbrüche durch Wellenschlag der Förde zu erwarten sind. Diverse Vogelarten halten sich zu den Vogelzügen in diesem naturnahen Fördeuferbereich auf. Der entlang der Wasserkante verlaufende Strandwanderweg endet im Süden am Tor II. der Marineschule Mürwik, wo sich früher die Mürwiker Badeanstalt befand. Weitere Naturstrandbereiche befinden sich beim drei Kilometer entfernten Meierwik.

### Nebentore der Marineschule Mürwik
Mehrere Nebentore bei Twedter Mark führen auf das Gelände der Marineschule Mürwik sowie zur zugehörigen Marinesportschule. Das Haupttor, die sogenannte Torwache der Marineschule Mürwik, befindet sich in der Kelmstraße.

### Agfa-Gelände
Ein Maschendrahtzaun der Bundeswehr durchzieht heute südöstlich den Wald von Twedter Mark und grenzt dort das Agfa-Gelände ab. Ein Fußweg des Landschaftsschutzgebiets Twedter Mark führt entlang des besagten Zauns, hinter dem deutlich die Gebäude des Agfa-Geländes zu erkennen sind.
Das älteste Gebäude des Agfa-Geländes ist das Machinenübungsgebäude (Lage) aus dem Jahr 1938, das zunächst als Lehrwerkstatt für die Ausbildung von Waffenoffizieren diente. Das besagte ungefähr T-förmige rote Backsteingebäude besitzt offenbar ein Erdgeschoss, ein Obergeschoss und ein ausgebautes Dachgeschoss. Nach dem Zweiten Weltkrieg wurde das Gebäude zivil genutzt. 1948 begann die „UCA“, die Vereinigte Elektro-Optische Werke GmbH dort Kameras und Filmmaterial herzustellen. Bei den Kameras soll es sich um teure Spiegelreflexkameras gehandelt haben. 1952 wurde die UCA von Agfa übernommen. 1957 erhielt das Agfa-Werk offenbar die Adresse Twedter Mark 11. 1959 endete die Fertigung in der Anlage in Mürwik. Es erfolgte anschließend eine Nutzung durch die Bundesmarine.
Schon seit der Nutzung durch die Firma Agfa oder erst im Anschluss, entstanden schrittweise weitere Gebäude auf dem Agfa-Gelände. Unter anderem – etwas abgelegen im Südwesten – ein Flachdachbau als Unteroffiziersheim (Lage). Seit 1960 bis zum 31. März 2002 befand sich dort in der militärischen Liegenschaft bei Twedter Mark der Marinefernmeldestab 70. Dieser Stab wurde anschließend in Fernmeldebereich 91 umbenannt und verblieb in der Liegenschaft. Letztlich wurde er aber 2013 aufgelöst, so dass das Gelände vom Stab geräumt wurde. Das benachbarte Kraftfahrt-Bundesamt übernahm danach die Räumlichkeiten auf dem Agfa-Gelände als Nebenstelle. Bis etwa 2012 wurden die Räumlichkeiten der Unteroffiziersmesse von den Förde-Möwen, einem Shanty-Chor, für wöchentliche Chorproben genutzt.
Das gesamte Gelände ist bis auf das ehemalige Stabsgebäude und den Unterkunftsgebäuden 3 und 4 (Nutzung Kraftfahrtbundesamt) in einem äußerlich schlechten Zustand. Die ehemalige Unteroffiziersmesse zum Gelände der Marineschule Mürwik gelegen mit der Außen- und Teichanlage ist dem Verfall preisgegeben und überwuchert zunehmend. 

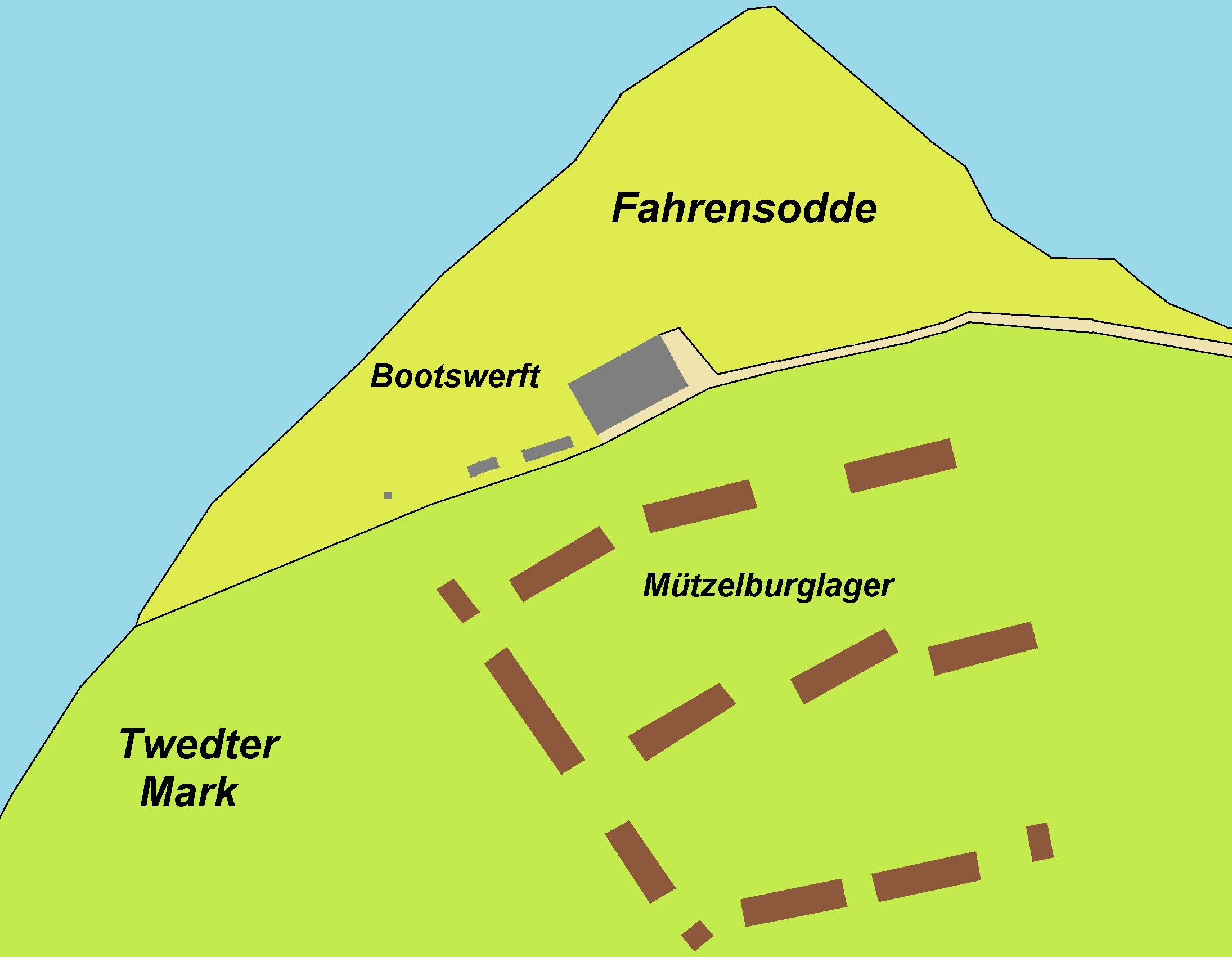
Das Mützelburglager diente in der Nachkriegszeit als Flüchtlingslager.

### Ehemaliges Mützelburglager
Das südlich von Fahrensodde gelegene Mützelburglager wurde kurz vor oder erst während des Zweiten Weltkrieges gebaut. Das zunächst Nordlager benannte Lager der Wehrmacht wurde irgendwann in der Zeit seines Bestehens nach Rolf Mützelburg, dem Kommandanten von U 203, umbenannt, der am 11. September 1942 tödlich verunglückte. Nach dem Krieg mietete die Stadt Flensburg von der Vermögensverwaltung, die für das Vermögen der ehemaligen Wehrmacht zuständig war (Bundesvermögensverwaltung), das Lager und brachte dort Flüchtlinge unter. 1952 wohnten in dem Lager in 11 Holzbaracken 455 Personen. Durch einen spektakulären Brand am Sonntagnachmittag, dem 26. April 1953, erlangte das Lager traurige Berühmtheit. Eine Holzbaracke im Zentrum des Lagers brannte komplett nieder. In der 45 mal 12 Meter großen Baracke mit 24 Wohnräumen lebten 17 Familien, die erneut ihre Habe und ihr Obdach verloren. Eine Statistik vom 1. April 1954 wies für das Mützelburglager noch 323 Personen aus. Mitte der 1950er Jahre wurde das Lager schließlich geräumt. Vom Mützelburglager ist heute nichts mehr übriggeblieben. Die Natur hat sich heute diesen Bereich wiedergeholt. Das 500 Meter südwestlich gelegene Trampedachlager, ebenfalls ursprünglich ein Lager der Wehrmacht, blieb aber bis heute in Teilen erhalten.

## Verschiedenes
- Der Landschaftspark Twedter Mark gilt als nördlichster Landschaftspark Deutschlands.[55]
- Durch Verwilderung kommt es hin und wieder dazu, dass sich ungewünschte Neophyten ansiedeln. Zu den eingewanderten Pflanzen, die einheimische Pflanzen verdrängen, gehören: Japanischer Staudenknöterich, Bärenklau, Traubenkirsche sowie auch die Kartoffel-Rose.[56] Der städtische Naturschutzbeauftragte schlug im Übrigen wegen der Pflegeprobleme eine ehrenamtliche Betreuung der Twedter Mark durch Privatpersonen und Vereine wie den Nabu vor. Mitte 2017 erkundigte sich das Forum Mürwik beim städtischen TBZ und stimmte sich mit dem Grünamt ab. Mitglieder des Forums trafen sich am Samstag, den 18. Juni und entfernten unerwünschte, wuchernde Pflanze. Sie bekämpften besonders den Knöterich, indem sie die Pflanzen mitsamt den Wurzeln aus den Boden zogen und entsorgten. Die Aktion sollte gemäß der Veranstalter demonstrieren, dass viele Mürwiker mit den herrschenden Zuständen in den Grünanlagen des Ostufers nicht einverstanden sind.[57][58]
- Im September 2016 besuchte ein Schäferin die Twedter Mark mit ihrer Herde aus weißen Schafen, Heidschnucken und Ziegen. Der Besuch diente der Landschaftspflege. Anfang des Jahres 2017 wurden neue Satellitenkarten von Flensburg bei Google Maps eingespielt. Seitdem ist dort auf den Karten bei Twedter Mark ein großer, weiß gesprenkelter Wiesenabschnitt zu erkennen. Die Aufnahme entstand als die Herde aus Oeversee zu besuch war.[59][60]